# إيزامو يوشي
إيزامو يوشي (باليابانية: 吉井勇) (8 أكتوبر 1886، طوكيو في اليابان - 19 نوفمبر 1960، طوكيو في اليابان)؛ كاتب مسرحي، كاتب، شاعر وروائي ياباني.

## روابط خارجية
- إيزامو يوشي على موقع IMDb (الإنجليزية)
- إيزامو يوشي على موقع ميوزك برينز (الإنجليزية)